# Großer Preis von Deutschland 1958
Der Große Preis von Deutschland 1958 (offiziell XX Großer Preis von Deutschland) fand am 3. August auf dem Nürburgring in Nürburg statt und war das achte Rennen der Automobil-Weltmeisterschaft 1958. Die Distanz des Rennens wurde von 22 Runden auf 15 verkürzt.

## Bericht

### Hintergrund
Wie schon im Vorjahr, beim Großen Preis von Deutschland 1957, wurde das kleine, wenig Spannung bietende Starterfeld der Formel 1 in der Weise erweitert, dass das Formel-2-Rennen der Formel-2-Saison 1958 auf der Nordschleife parallel stattfand. Die Fahrer in der Formel-2-Wertung wurden sowohl für das Training als auch für das Rennergebnis der Formel-1-Wertung mitgezählt, konnten aber keine Punkte für die Fahrerweltmeisterschaft erzielen. Zwei Wochen vor dem Grand Prix war der nicht zur Weltmeisterschaft zählende Grand Prix de Caen ausgetragen worden, den Stirling Moss auf einem privaten Cooper des Rob Walker Racing Teams gewann.
Nach dem tödlichen Unfall von Luigi Musso und einem Rennen mit nur drei Fahrzeugen war die Scuderia Ferrari für den Großen Preis von Deutschland 1958 wieder mit vier Fahrzeugen gemeldet. Das vierte Cockpit erhielt Phil Hill, der neuer Stammfahrer und 1961 Fahrerweltmeister auf Ferrari wurde. Neben Hill starteten Peter Collins, Mike Hawthorn und Wolfgang Graf Berghe von Trips für Ferrari. Hill trat im Gegensatz zu seinen Teamkollegen in der Formel-2-Wertung an. Für Collins war es das letzte Rennen; er verunglückte bei diesem Rennen tödlich.
B.R.M. ging unverändert mit der Fahrerpaarung Harry Schell und Jean Behra an den Start, Vanwall setzte lediglich zwei Wagen für Moss und Tony Brooks ein, Stuart Lewis-Evans pausierte für ein Rennen, fuhr jedoch den Rest der Saison für Vanwall. Cooper startete erneut mit Jack Brabham und Roy Salvadori, einen dritten Wagen nutzte das Team in der Formel-2-Wertung. Bruce McLaren, späterer Gründer des McLaren-Rennstalls, bestritt damit sein Grand-Prix-Debüt. Das fünfte fürs Rennen gemeldete Werksteam war Lotus mit Graham Hill und Cliff Allison.
In beiden Kategorien traten noch weitere Fahrer in privaten Fahrzeugen an. In der Formel-1-Kategorie waren dies Maurice Trintignant für das Rob Walker Racing Team sowie Hans Herrmann, Troy Ruttman und Joakim Bonnier für die Scuderia Centro Sud, die private Maserati 250F einsetzten. Für Bonnier und Ruttman war es das letzte Rennen für die Scuderia Centro Sud, Bonnier fuhr den Rest der Saison für sein eigenes Team, Ruttman zog sich aus der Formel 1 zurück und fuhr lediglich ein weiteres Rennen in der Formel 1, als das Indianapolis 500 1960 für die Automobil-Weltmeisterschaft 1960 zählte.
Kein ehemaliger Sieger des Großen Preises von Deutschland nahm am Rennen teil, bei den Teams war Ferrari vorher fünfmal siegreich. In der Fahrerwertung führte Hawthorn mit sieben Punkten Vorsprung auf Moss, in der Konstrukteurswertung lag Ferrari mit elf Punkten Vorsprung auf Vanwall vorn.

### Training
Das Training war ein Zweikampf zwischen den beiden Top-Teams Ferrari und Vanwall. Hawthorn errang dabei zum dritten Mal in der Formel-1-Saison 1958 die Pole-Position. Seine schnellste Trainingszeit betrug 9:14,0 Minuten, dies war elf Sekunden schneller als die Pole-Zeit des Vorjahres. Brooks qualifizierte sich mit einer Sekunde Rückstand auf Hawthorns Zeit auf den zweiten Platz, vor seinem Teamkollegen Moss, der mehr als fünf Sekunden langsamer war. Hinter den beiden Vanwall starteten zwei weitere Ferrari, Collins auf Platz vier und Graf Berghe von Trips auf Position fünf.
Das Mittelfeld wurde von Cooper angeführt, Salvadori im Werkscooper qualifizierte sich auf Platz sechs, Trintignant im privaten Cooper des Rob Walker Racing Teams dahinter. Beide B.R.M. vor Phil Hills Ferrari komplettierten die ersten zehn. Phil Hill fuhr die beste Trainingszeit in der Formel-2-Wertung, ein Großteil der Formel-1-Fahrer qualifizierte sich hinter ihm.
McLaren erreichte bei seinem Debütrennen den zwölften Startplatz, Edgar Barth startete für Porsche von Platz 13 und bester Lotus-Fahrer war Ivor Bueb auf Startplatz 16. Einige Fahrer fuhren Trainingszeiten, die für bessere Positionierungen gereicht hätten, wurden jedoch im hinteren Feld gewertet, wodurch zu vermuten ist, dass es mehrere Rückversetzungen in der Startaufstellung gab. Graham Hill beispielsweise startete ohne gefahrene Zeit von Platz 22, vor Christian Goethals mit Zeit, der seinerseits vor dem mehr als zwei Sekunden schnelleren Allison startete.

### Rennen
Moss gewann das Startduell zwischen Vanwall und Ferrari und führte unmittelbar nach dem Start vor seinem Teamkollegen Brooks, der jedoch in der ersten Rennrunde hinter Hawthorn und Collins zurückfiel. Ruttman startete infolge eines Motorschadens nicht, Brian Naylor schied bereits nach einer Runde mit defekter Kraftstoffpumpe aus. Außerdem kollidierten Brabham und Bonnier miteinander, für beide war das Rennen ebenfalls in der ersten Runde beendet. In den darauffolgenden beiden Rennrunden blieben die Positionen an der Spitze unverändert, bis Moss das Rennen mit einem defekten Magnetzünder aufgab. Herrmann, Carel Godin de Beaufort und Dick Gibson waren bereits mit Motorschäden ausgeschieden. Die hohe Ausfallquote in der Startphase des Rennens wurde in Runde vier von Goethals, Graham Hill und Behra fortgesetzt, alle mussten mit technischen Defekten aufgeben.
Ferrari übernahm nach dem Ausscheiden von Moss Platz eins und zwei im Rennen, der Vorsprung zu Brooks betrug einige Sekunden. Hawthorn führte eine Runde das Rennen an, bevor ihn sein Teamkollege Collins überholte. In den folgenden Runden verringerte Brooks den Abstand zu den Ferraris kontinuierlich und erreichte den Anschluss in Runde neun. Zur selben Zeit schied Wolfgang Seidel mit einem Aufhängungsschaden aus, bei Schell versagten die Bremsen, wodurch keiner der B.R.M. das Ziel erreichte. In Runde neun duellierte sich Brooks mit Hawthorn um den zweiten Platz und übernahm diese Position durch ein Überholmanöver in Runde zehn. Auch Collins überholte Brooks, wodurch der Vanwall-Fahrer in Führung ging. Collins erhöhte das Tempo um den Anschluss an Brooks zu halten und verlor im Streckenabschnitt „Pflanzgarten“ die Kontrolle über seinen Wagen. Collins kam von der Strecke ab und überschlug sich mehrfach. Dabei wurde er aus dem Wagen geschleudert und zog sich schwere Kopfverletzungen an einem Baum zu. Er starb an diesen Verletzungen später im Krankenhaus, wodurch Ferrari nach 1957 einen weiteren Fahrer durch tödlichen Unfall verlor.
Hawthorn schied eine Runde später mit einem Kupplungsschaden aus, wodurch Brooks ungefährdet das Rennen in Führung liegend zu Ende fuhr und gewann. Für ihn war es der zweite Saisonerfolg, Vanwall gewann Saisonrennen Nummer drei, das einzige Mal beim Großen Preis von Deutschland. Salvadori belegte im Werks-Cooper Platz zwei, für ihn war es die zweite und letzte Podiumsplatzierung. Trintignant komplettierte das Podium mit Platz drei für das Rob Walker Racing Team. Die letzten Punkte erhielt Graf Berghe von Trips für den vierten Platz, für Position fünf wurden keine Punkte vergeben, da der fünftplatzierte McLaren in der Formel-2-Wertung startete, die er vor Barth und Ian Burgess gewann. Fahrer mit Formel-2-Wagen waren in diesem Rennen nicht punkteberechtigt, Fahrer mit Formel-1-Wagen rückten jedoch auch nicht in der Wertung nach, wodurch der nächstplatzierte aus der Formel-1-Wertung, Allison auf Platz zehn im Cooper, keine Punkte erhielt. Erst beim Großen Preis von Deutschland 1966 wurde wieder gemeinsam mit Formel-2-Wagen gestartet, die ab diesem Zeitpunkt aber getrennt gewertet wurden. Fahrer mit Formel-1-Wagen rückten in diesem Rennen dann nach und erhielten auf diese Weise Punkte. Insgesamt erreichten elf Wagen das Ziel.
In der Fahrerwertung blieb Hawthorn vor Moss mit sechs Punkten Vorsprung, Brooks verbesserte sich um vier Positionen auf Platz drei. Collins fiel auf den vierten Platz zurück, während Salvadori ebenfalls vier Plätze nach oben auf Rang fünf stieg. In der Konstrukteurswertung gab es keine Positionsverschiebungen, Vanwall holte jedoch auf das führende Team Ferrari auf, bei dem bereits die Streichresultateregelung griff. Theoretisch führte Ferrari mit sechs Punkten vor Vanwall, wegen der Streichresultate effektiv allerdings nur noch mit vier Punkten. Bei drei verbleibenden Rennen konnten nur noch Fahrer Weltmeister werden, die bereits mindestens vier Punkte hatten, bei den Konstrukteuren hatten mit Ferrari, Vanwall und Cooper drei Teams noch Chancen auf den Titel.

## Meldeliste

### Formel 1
| Team                     | Nr. | Fahrer                         | Chassis            | Motor           | Reifen |
| ------------------------ | --- | ------------------------------ | ------------------ | --------------- | ------ |
| Scuderia Ferrari         | 02  | Peter Collins                  | Ferrari Dino 246F1 | Ferrari 2.4 V6  | E      |
| Scuderia Ferrari         | 03  | Mike Hawthorn                  | Ferrari Dino 246F1 | Ferrari 2.4 V6  | E      |
| Scuderia Ferrari         | 04  | Wolfgang Graf Berghe von Trips | Ferrari Dino 246F1 | Ferrari 2.4 V6  | E      |
| Owen Racing Organisation | 05  | Jean Behra                     | BRM P25            | BRM 2.5 L4      | D      |
| Owen Racing Organisation | 06  | Harry Schell                   | BRM P25            | BRM 2.5 L4      | D      |
| Vandervell Products Ltd  | 07  | Stirling Moss                  | Vanwall VW57       | Vanwall 2.5 L4  | D      |
| Vandervell Products Ltd  | 08  | Tony Brooks                    | Vanwall VW57       | Vanwall 2.5 L4  | D      |
| Cooper Car Company       | 10  | Roy Salvadori                  | Cooper T45         | Climax 2.2 L4   | D      |
| Rob Walker Racing Team   | 11  | Maurice Trintignant            | Cooper T45         | Climax 2.2 L4   | D      |
| Team Lotus               | 12  | Cliff Allison                  | Lotus 16           | Climax 2.0 L4   | D      |
| Scuderia Centro Sud      | 14  | Troy Ruttman                   | Maserati 250F      | Maserati 2.5 L6 | P      |
| Scuderia Centro Sud      | 16  | Jo Bonnier                     | Maserati 250F      | Maserati 2.5 L6 | P      |
| Scuderia Centro Sud      | 17  | Hans Herrmann                  | Maserati 250F      | Maserati 2.5 L6 | P      |

### Formel 2
| Team                   | Nr. | Fahrer                  | Chassis            | Motor          | Reifen |
| ---------------------- | --- | ----------------------- | ------------------ | -------------- | ------ |
| Ecurie Maarsbergen     | 18  | Carel Godin de Beaufort | Porsche RSK        | Porsche 1.5 B4 | D      |
| R. Gibson              | 19  | Dick Gibson             | Cooper T43         | Climax 1.5 L4  | D      |
| Cooper Car Company     | 20  | Bruce McLaren           | Cooper T45         | Climax 1.5 L4  | D      |
| Cooper Car Company     | 24  | Jack Brabham            | Cooper T45         | Climax 1.5 L4  | D      |
| Dr. Ing. F. Porsche KG | 21  | Edgar Barth             | Porsche RSK        | Porsche 1.5 B4 |        |
| Rob Walker Racing Team | 22  | Wolfgang Seidel         | Cooper T43         | Climax 1.5 L4  | D      |
| Scuderia Ferrari       | 23  | Phil Hill               | Ferrari Dino 156F2 | Ferrari 1.5 V6 | E      |
| Team Lotus             | 25  | Graham Hill             | Lotus 16           | Climax 1.5 L4  | D      |
| High Efficiency Motors | 26  | Ian Burgess             | Cooper T43         | Climax 1.5 L4  | D      |
| Ecurie Eperon d’Or     | 27  | Christian Goethals      | Cooper T43         | Climax 1.5 L4  | D      |
| Ecurie Demi Litre      | 28  | Ivor Bueb               | Lotus 12           | Climax 1.5 L4  | D      |
| JB Naylor              | 29  | Brian Naylor            | Cooper T45         | Climax 1.5 L4  | D      |
| Tony Marsh             | 63  | Tony Marsh              | Cooper T45         | Climax 1.5 L4  | D      |

## Klassifikationen

### Startaufstellung
| Pos. | Fahrer                         | Konstrukteur  | Zeit       | Start |
| ---- | ------------------------------ | ------------- | ---------- | ----- |
| 01   | Mike Hawthorn                  | Ferrari       | 9:14,0     | 01    |
| 02   | Tony Brooks                    | Vanwall       | 9:15,0     | 02    |
| 03   | Stirling Moss                  | Vanwall       | 9:19,9     | 03    |
| 04   | Peter Collins                  | Ferrari       | 9:21,9     | 04    |
| 05   | Wolfgang Graf Berghe von Trips | Ferrari       | 9:24,7     | 05    |
| 06   | Roy Salvadori                  | Cooper-Climax | 9:35,3     | 06    |
| 07   | Maurice Trintignant            | Cooper-Climax | 9:36,9     | 07    |
| 08   | Harry Schell                   | B.R.M.        | 9:39,6     | 08    |
| 09   | Jean Behra                     | B.R.M.        | 9:46,8     | 09    |
| 10   | Phil Hill                      | Ferrari       | 9:48,9     | 10    |
| 11   | Ian Burgess                    | Cooper-Climax | 9:55,3     | 11    |
| 12   | Bruce McLaren                  | Cooper-Climax | 9:56,0     | 12    |
| 13   | Edgar Barth                    | Porsche       | 9:57,2     | 13    |
| 14   | Tony Marsh                     | Cooper-Climax | 9:57,5     | 14    |
| 15   | Carel Godin de Beaufort        | Porsche       | 10:01,5    | 15    |
| 16   | Ivor Bueb                      | Lotus-Climax  | 10:02,6    | 16    |
| 17   | Wolfgang Seidel                | Cooper-Climax | 10:21,0    | 17    |
| 18   | Dick Gibson                    | Cooper-Climax | 10:55,0    | 18    |
| 19   | Jack Brabham                   | Cooper-Climax | 9:43,4     | 19    |
| 20   | Hans Herrmann                  | Maserati      | 10:13,5    | 20    |
| 21   | Jo Bonnier                     | Maserati      | 9:42,7     | 21    |
| 22   | Graham Hill                    | Lotus-Climax  | keine Zeit | 22    |
| 23   | Christian Goethals             | Cooper-Climax | 11:22,9    | 23    |
| 24   | Cliff Allison                  | Lotus-Climax  | 9:44,3     | 24    |
| 25   | Brian Naylor                   | Cooper-Climax | 10:17,9    | 25    |
| 26   | Troy Ruttman                   | Maserati      | keine Zeit | 26    |

### Rennen
| Pos. | Kat. | Fahrer                         | Konstrukteur  | Runden | Stopps | Zeit       | Start | Schnellste Runde |
| ---- | ---- | ------------------------------ | ------------- | ------ | ------ | ---------- | ----- | ---------------- |
| 01   | F1   | Tony Brooks                    | Vanwall       | 15     |        | 2:21:15,0  | 02    |                  |
| 02   | F1   | Roy Salvadori                  | Cooper-Climax | 15     |        | + 3:29,7   | 06    |                  |
| 03   | F1   | Maurice Trintignant            | Cooper-Climax | 15     |        | + 5:11,2   | 07    |                  |
| 04   | F1   | Wolfgang Graf Berghe von Trips | Ferrari       | 15     |        | + 6:16,3   | 05    |                  |
| 05   | F2   | Bruce McLaren                  | Cooper-Climax | 15     |        | + 6:26,3   | 12    |                  |
| 06   | F2   | Edgar Barth                    | Porsche       | 15     |        | + 6:32,4   | 13    |                  |
| 07   | F2   | Ian Burgess                    | Cooper-Climax | 15     |        | + 6:59,3   | 11    |                  |
| 08   | F2   | Tony Marsh                     | Cooper-Climax | 15     |        | + 7:09,9   | 14    |                  |
| 09   | F2   | Phil Hill                      | Ferrari       | 15     |        | + 7:45,5   | 10    |                  |
| 10   | F1   | Cliff Allison                  | Lotus-Climax  | 13     |        | + 2 Runden | 24    |                  |
| 11   | F2   | Ivor Bueb                      | Lotus-Climax  | 13     |        | + 2 Runden | 16    |                  |
| –    | F1   | Mike Hawthorn                  | Ferrari       | 11     |        | DNF        | 01    |                  |
| –    | F1   | Peter Collins                  | Ferrari       | 10     |        | DNF        | 04    |                  |
| –    | F1   | Harry Schell                   | B.R.M.        | 9      |        | DNF        | 08    |                  |
| –    | F2   | Wolfgang Seidel                | Cooper-Climax | 9      |        | DNF        | 17    |                  |
| –    | F1   | Jean Behra                     | B.R.M.        | 4      |        | DNF        | 09    |                  |
| –    | F2   | Graham Hill                    | Lotus-Climax  | 4      |        | DNF        | 22    |                  |
| –    | F2   | Christian Goethals             | Cooper-Climax | 4      |        | DNF        | 23    |                  |
| –    | F1   | Hans Herrmann                  | Maserati      | 3      |        | DNF        | 20    |                  |
| –    | F1   | Stirling Moss                  | Vanwall       | 3      |        | DNF        | 03    | 9:09,2           |
| –    | F2   | Carel Godin de Beaufort        | Porsche       | 3      |        | DNF        | 15    |                  |
| –    | F2   | Dick Gibson                    | Cooper-Climax | 2      |        | DNF        | 18    |                  |
| –    | F2   | Jack Brabham                   | Cooper-Climax | 1      |        | DNF        | 19    |                  |
| –    | F2   | Brian Naylor                   | Cooper-Climax | 1      |        | DNF        | 25    |                  |
| –    | F1   | Jo Bonnier                     | Maserati      | 1      |        | DNF        | 21    |                  |
| DNS  | F1   | Troy Ruttman                   | Maserati      | –      | –      | –          | –     | –                |

Anmerkungen
1. ↑  Ruttman konnte aufgrund von Motorproblemen nicht am Rennen teilnehmen

## WM-Stand nach dem Rennen
Die ersten fünf des Rennens bekamen 8, 6, 4, 3, 2 Punkte. Der Fahrer mit der schnellsten Rennrunde erhielt zusätzlich 1 Punkt. Es zählten nur die sechs besten Ergebnisse aus elf Rennen. In der Konstrukteurswertung zählten nur die Punkte des bestplatzierten Fahrers. Streichresultate sind in Klammern gesetzt.

### Fahrerwertung
| Pos. | Fahrer                         | Konstrukteur              | Punkte |
| ---- | ------------------------------ | ------------------------- | ------ |
| 01   | Mike Hawthorn                  | Ferrari                   | 30     |
| 02   | Stirling Moss                  | Cooper-Climax / Vanwall   | 24     |
| 03   | Tony Brooks                    | Vanwall                   | 16     |
| 04   | Peter Collins †                | Ferrari                   | 14     |
| 05   | Roy Salvadori                  | Cooper-Climax             | 13     |
| 06   | Luigi Musso †                  | Ferrari                   | 12     |
| 07   | Harry Schell                   | Maserati / B.R.M.         | 12     |
| 08   | Maurice Trintignant            | Cooper-Climax             | 12     |
| 09   | Jimmy Bryan                    | Salih/Epperly-Offenhauser | 8      |
| 10   | Wolfgang Graf Berghe von Trips | Ferrari                   | 7      |
| 11   | Juan Manuel Fangio             | Maserati                  | 7      |
| 12   | Stuart Lewis-Evans             | Vanwall                   | 7      |
| 13   | George Amick                   | Epperly-Offenhauser       | 6      |
| 14   | Jean Behra                     | Maserati / B.R.M.         | 6      |
| 15   | Johnny Boyd                    | Kurtis-Offenhauser        | 4      |
| 16   | Tony Bettenhausen              | Epperly-Offenhauser       | 4      |
| 17   | Jack Brabham                   | Maserati                  | 3      |
| 18   | Cliff Allison                  | Lotus-Climax              | 3      |
| 19   | Jim Rathmann                   | Epperly-Offenhauser       | 2      |
| 20   | Olivier Gendebien              | Ferrari                   | 0      |

| Pos. | Fahrer                   | Konstrukteur   | Punkte |
| ---- | ------------------------ | -------------- | ------ |
| 21   | Carlos Menditéguy        | Maserati       | 0      |
| 22   | Carroll Shelby           | Maserati       | 0      |
| 23   | Phil Hill                | Maserati       | 0      |
| 24   | Maria Teresa de Filippis | Maserati       | 0      |
| 25   | Paco Godia               | Maserati       | 0      |
| 26   | Horace Gould             | Maserati       | 0      |
| 27   | Jo Bonnier               | Maserati       | 0      |
| 28   | Carel Godin de Beaufort  | Porsche        | 0      |
| 29   | Gerino Gerini            | Maserati       | 0      |
| 30   | Troy Ruttman             | Maserati       | 0      |
| –    | Ian Burgess              | Cooper-Climax  | 0      |
| –    | Ivor Bueb                | Connaught-Alta | 0      |
| –    | Graham Hill              | Lotus-Climax   | 0      |
| –    | Giorgio Scarlatti        | Maserati       | 0      |
| –    | Wolfgang Seidel          | Maserati       | 0      |
| –    | Alan Stacey              | Lotus-Climax   | 0      |
| –    | Hans Herrmann            | Maserati       | 0      |
| –    | Masten Gregory           | Vanwall        | 0      |
| –    | Jack Fairman             | Connaught-Alta | 0      |

### Konstrukteurswertung
| Pos. | Konstrukteur  | Punkte  |
| ---- | ------------- | ------- |
| 01   | Ferrari       | 37 (39) |
| 02   | Vanwall       | 33      |
| 03   | Cooper-Climax | 29      |
| 04   | B.R.M.        | 12      |

| Pos. | Konstrukteur   | Punkte |
| ---- | -------------- | ------ |
| 05   | Maserati       | 6      |
| 06   | Lotus-Climax   | 3      |
| 07   | Porsche        | 0      |
| 08   | Connaught-Alta | 0      |